# باتريك هاغينغ
باتريك هاغينغ (بالسويدية: Patrik Haginge)‏ (2 أبريل 1985 بأوربرو في السويد - ) هو لاعب كرة قدم سويدي في مركز الدفاع. شارك مع منتخب السويد تحت 19 سنة لكرة القدم ومنتخب السويد تحت 21 سنة لكرة القدم. أما مع النوادي، فقد لعب مع نادي أوربرو ونادي يورغوردينس.

## وصلات خارجية
- باتريك هاغينغ على موقع اتحاد السويد (السويدية)
- باتريك هاغينغ على موقع قاعدة بيانات كرة القدم.إي يو (الإنجليزية)
- باتريك هاغينغ على موقع Soccerway.com (الإنجليزية)